# Artistic License
Pour les articles homonymes, voir licence artistique.
L'Artistic License ou licence artistique (parfois appelée Perl Artistic License) est la licence de logiciel utilisée par le langage de programmation Perl, conjointement avec la licence publique générale GNU.
Il existe deux versions, la 1.0 et la 2.0.